# Shush
Shush (persiska شوش) är en stad i provinsen Khuzestan i västra Iran. Den har cirka 80 000 invånare. Shush är belägen på den plats där den forntida staden Susa låg.